# أرتيمير (آن)
أرتيمير (بالفرنسية: Artemare)‏ هي بلدية فرنسية تقع في إقليم آن في فرنسا. رمز إنسي لها هو:1022. أما الرمز البريدي لها فهو: 1510.